# هكتور هيرست
هكتور هيرست (بالإنجليزية: Hector Hurst)‏ هو سائق سيارة سباق بريطاني، ولد في 15 يوليو 1992 في ليمينغتون ‏ في المملكة المتحدة.

## روابط خارجية
- هكتور هيرست على موقع DriverDB.com (الإنجليزية)